# Aledo (Texas)
Aledo je město v okrese Parker County ve státě Texas ve Spojených státech amerických. K roku 2000 zde žilo 1 726 obyvatel. S celkovou rozlohou 4,9 km² byla hustota zalidnění 351,1 obyvatel na km².